# Ophiocamax gigas
Ophiocamax gigas är en ormstjärneart som beskrevs av Jean Baptiste François René Koehler 1900. Ophiocamax gigas ingår i släktet Ophiocamax och familjen knotterormstjärnor. Inga underarter finns listade i Catalogue of Life.